# Zajta megállóhely
Zajta megállóhely egy Szabolcs-Szatmár-Bereg vármegyei vasúti megállóhely, Zajta településen, melyet a MÁV üzemeltet. A megállóhelyen a személyforgalom 2009. december 13-tól megszűnt, de a vonalat 2010. december 12-től újra megnyitották a személyforgalom számára. A megállóhely jegypénztár nélküli, nincs jegykiadás.
Az 1903. október 1-jétől érvényes téli menetrendben Zajta 3 a. sz. őrház néven szerepelt.

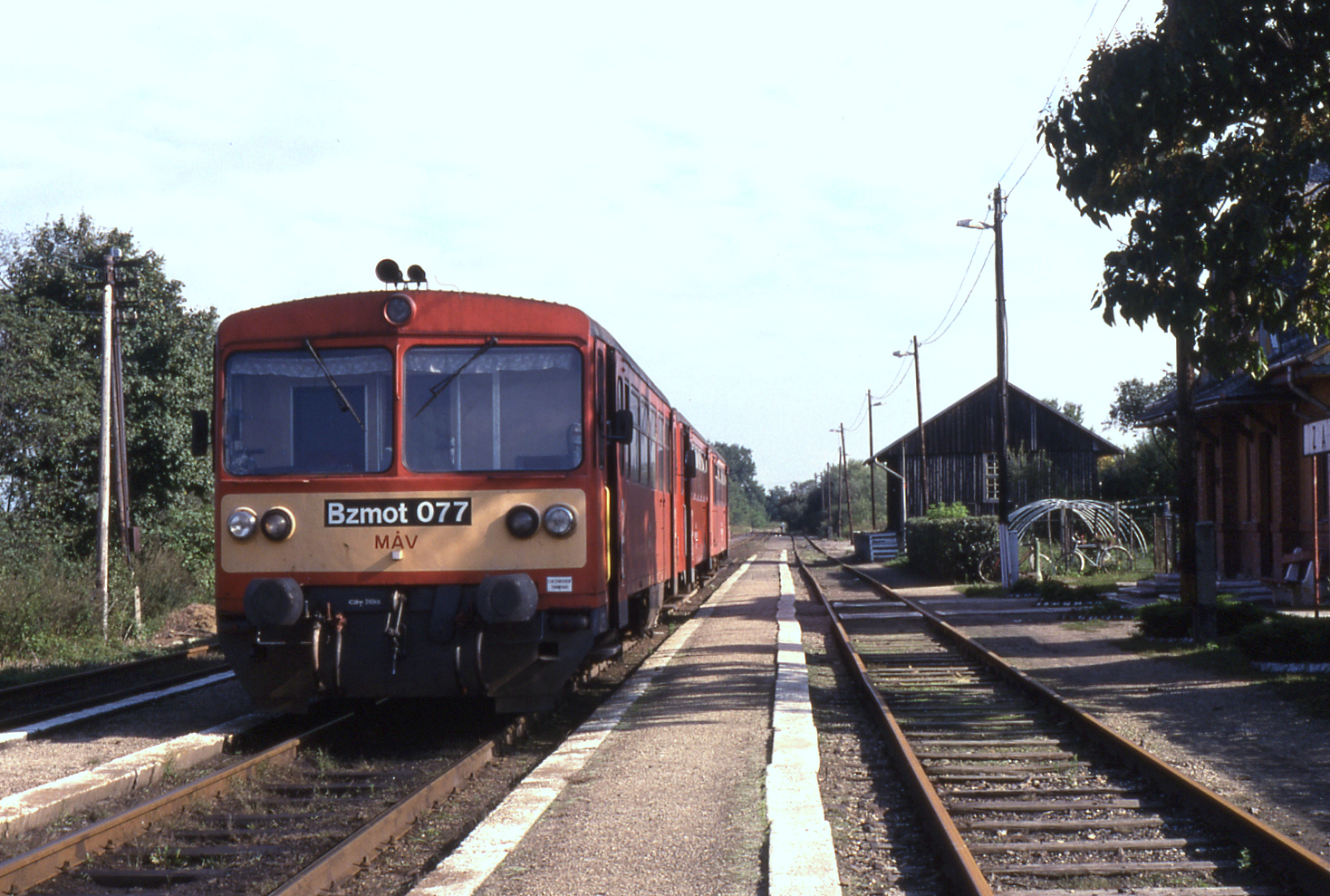
Bzmot 077-es 36143-as vonat indulására Mátészalkára (1996)

## Vasútvonalak
Az állomást az alábbi vasútvonalak érintik:
- Nyíregyháza–Mátészalka–Zajta-vasútvonal

## Kapcsolódó állomások
A vasútállomáshoz az alábbi állomások vannak a legközelebb:
- Rozsály megállóhely

## Forgalom
| Járat                   | Útvonal | Gyakoriság               |
| ----------------------- | --- | ------------------------ |
| személyvonat            | Fehérgyarmat – Penyige – Nagyszekeres – Kisszekeres – Jánkmajtis – Gacsály – Rozsály – Zajta | Napi 5-6 pár             |
| Hétmérföldes sebesvonat | Zajta → Rozsály → Gacsály → Jánkmajtis → Kisszekeres → Nagyszekeres → Penyige → Fehérgyarmat → Tunyogmatolcs alsó → Tunyogmatolcs → Kocsord alsó → Kocsord → Mátészalka → Nyírbátor → Nyírbogát → Nyírgelse → Nyírmihálydi → Nyíradony → Hajdúsámson → Debrecen → Ferihegy → Kőbánya-Kispest → Zugló → Budapest-Nyugati | Vasárnap 1 Budapest felé |